# I Am Mother
I Am Mother è un film del 2019 diretto da Grant Sputore.
Thriller fantascientifico di produzione australiana, che in uno scenario postapocalittico affronta temi etici e il rapporto uomo-macchina.

## Trama
Dopo l'estinzione di massa dell'umanità, un droide sceglie tra 63 000 embrioni quello da mettere al mondo e lo alleva come farebbe una madre premurosa e amorevole, in una grande base bunker al riparo dal mondo esterno contaminato.
La figlia, molto intelligente, una volta adolescente comincia a farsi delle domande sul mondo esterno. Un giorno, con Madre in stand-by, si avvicina a un proibitissimo accesso esterno dove sente una richiesta di aiuto. Così fa entrare una donna ferita, scoprendo che fuori ci sono ancora degli esseri viventi e che, molto probabilmente, la storia della contaminazione è una menzogna.
Presto Madre si accorge dell'intrusa, ma tra le due c'è troppa tensione e sarà Figlia ad operare la ferita con successo. Combattuta tra la lealtà alla Madre e gli sconvolgenti scenari aperti dall'ospite, che parla di droidi che sterminano esseri umani, la ragazzina indaga sull'operato di Madre scoprendo orribili segreti. Madre decide allora di allevare un nuovo embrione, dando il fratellino tanto atteso a Figlia che, però, nonostante questo, fugge con la ribelle.
Nel mondo esterno, devastato ma vivibile, le cose non stanno esattamente come ha detto la donna. Nessuno è rimasto più in vita oltre a lei.
Così, con l'idea di salvare il fratellino, la ragazzina torna nella base. Accerchiata da decine di droidi minacciosi, si fa strada indenne grazie alla volontà di Madre, che è a capo di tutte le intelligenze artificiali. In un drammatico confronto finale, Madre ammette implicitamente di aver ucciso tanti esseri umani, ma solo perché lei è stata programmata per estinguere la parte di umanità che comunque avrebbe portato all'autoestinzione della nostra civiltà, e allevare esseri superiori, eticamente in grado di farla ripartire su basi diverse.
Figlia dimostra ora di avere le qualità giuste, per cui può lasciarle il fratellino e il potere di fare ciò che vuole di tutto il resto.

## Distribuzione
Il film è stato presentato in anteprima mondiale al Sundance Film Festival il 25 gennaio 2019. Alcune parti del film in lavorazione sono state proiettate all'Adelaide Film Festival il 12 ottobre 2018.
In Australia era stata prevista una distribuzione cinematografica del film dal 18 luglio 2019 da StudioCanal, ma è stato in seguito distribuito sulla piattaforma Netflix il 7 giugno 2019, lo stesso giorno di distribuzione degli Stati Uniti.